# (4910) Кавасато
(4910) Кавасато (лат. Kawasato) — астероид, относящийся к группе астероидов пересекающих орбиту Марса и принадлежащий к светлому спектральному классу S. Он был открыт 11 августа 1953 года немецким астрономом Карлом Райнмутом в обсерватории Хайдельберг и назван в честь японского астронома Нобухиро Кавасато.